# 山内登
山内 登（やまうち のぼる、1957年（昭和32年）9月3日 - ）は、日本の政治家、警察官。岐阜県下呂市長（2期）。

## 来歴
岐阜県大垣市出身。岐阜県立大垣北高等学校卒業。1980年（昭和55年）3月、立教大学経済学部経営学科卒業。同年4月、岐阜県警察に採用される。1991年（平成3年）から1996年（平成8年）まで外務省に出向し、ニカラグア大使館やバルセロナ総領事館に勤務した。
2015年（平成27年）から2016年（平成28年）まで下呂警察署長を務めた。2018年（平成30年）、定年退職。
2019年（令和元年）12月9日、任期満了に伴う下呂市長選挙に立候補する意向を表明した。
2020年（令和2年）4月5日に告示された市長選挙は、新型コロナウイルス感染拡大のため講演や集会が開けず異例の選挙戦となった。現職の服部秀洋は国島芳明高山市長など近隣の市町村の首長の応援を受け、連携の良さをアピール。一方、知名度で服部に劣る山内はツイッター、フェイスブック、YouTubeなどを活用して若い有権者層に浸透を図った。4月12日の投開票の結果、現職の服部との一騎打ちを制し初当選した。4月18日、市長就任。
※当日有権者数：26,799人 最終投票率：75.43%（前回比：－4.31pts）
| 候補者名 | 年齢 | 所属党派 | 新旧別 | 得票数   | 得票率 | 推薦・支持 |
| -------- | ---- | -------- | ------ | -------- | ------ | ---------- |
| 山内登   | 62   | 無所属   | 新     | 11,421票 | 57.26% |            |
| 服部秀洋 | 61   | 無所属   | 現     | 8,526票  | 42.74% |            |

2024年（令和6年）4月7日、無投票で再選。